# Aulagromyza populicola
Aulagromyza populicola is een vlieg uit de familie van de mineervliegen (Agromyzidae). De wetenschappelijke naam van de soort is voor het eerst geldig gepubliceerd in 1853 door Francis Walker.